# Infrabel

Schema belgické železniční sítě řízené podnikem Infrabel

Infrabel je podnik, který je od roku 2005 manažerem železniční infrastruktury v Belgii. Podnik vznikl rozdělením státních drah Société Nationale des Chemins de fer Belges. Podnik spravuje 3374 km železničních tratí a zaměstnává 12 748 pracovníků.

## Historie
Podnik vznikl 1. ledna 2005 rozdělením unitárního železničního podniku Société Nationale des Chemins de fer Belges na tři části: SNCB Holding, SNCB a Infrabel. Stát vlastnil 100 % akcií společnosti SNCB Holding, tato společnost pak držela podíl 92,66 % v Infrabelu, zbývající podíl v Infrabelu držel přímo belgický stát. V roce 2009 byla vlastnická struktury Infrabelu prakticky totožná (93,6 % SNCB Holding, 6,4 % stát). Přestože je stát minoritním akcionářem, je držitelem 80 % + 1 hlasu.

## Základní údaje o síti
Společnost spravuje železniční síť o celkové délce 3374 km, na které se nachází:
- 12599 ks výhybek
- 9422 ks návěstidel
- 1957 úrovňových přejezdů[2]